# Catostomus clarkii
Catostomus clarkii är en fiskart som beskrevs av Spencer Fullerton Baird och Charles Frédéric Girard, 1854. Catostomus clarkii ingår i släktet Catostomus och familjen Catostomidae. Inga underarter finns listade i Catalogue of Life.